# Gipi
Gipi, egentligen Gianni Pacinotti, född 1963 i Pisa, är en italiensk serieskapare. Han har mottagit flera pris, bland annat Prix René Goscinny 2005, samt Prix Alph'Art och Max-und-Moritz-Preis 2006. På svenska har han publicerats i tidningen Galago.